# إيفي سميث
إيفي سميث (بالإنجليزية: Effie Smith)‏ هي مغنية أمريكية، ولدت في 10 أبريل 1914 في ماكالستر في الولايات المتحدة، وتوفيت في 11 فبراير 1977 في لوس أنجلوس في الولايات المتحدة.

## وصلات خارجية
- إيفي سميث على موقع ميوزك برينز (الإنجليزية)
- إيفي سميث على موقع ديسكوغز (الإنجليزية)